# Aiouea longipetiolata
Aiouea longipetiolata är en lagerväxtart som beskrevs av H. van der Werff. Aiouea longipetiolata ingår i släktet Aiouea och familjen lagerväxter. Inga underarter finns listade i Catalogue of Life.